# Apamea cinerascens
Apamea cinerascens là một loài bướm đêm trong họ Noctuidae.